# Dieter Schock
Dieter Schock (* 18. Januar 1940; † 27. August 2011) war ein deutscher Fußballspieler. Als Aktiver von Borussia Neunkirchen gewann er 1961/62 die Meisterschaft in der Fußball-Oberliga Südwest, zweimal in den Jahren 1963/64 und 1966/67 in der Fußball-Regionalliga Südwest und setzte sich auch 1964 und 1967 in der Aufstiegsrunde zur Fußball-Bundesliga durch. Von 1960 bis 1963 absolvierte der zumeist als Außenläufer eingesetzte Akteur in der Oberliga 66 Spiele mit vier Toren, in der Bundesliga von 1964 bis 1966 und 1967/68 88 Spiele mit einem Treffer und in der Regionalliga in den Runden 1963/64, 1966/67 und 1968 bis 1970 104 Spiele mit zwei Toren.
Dieter Schock ist mit 88 Einsätzen vor Günter Kuntz (80 Spiele) und Erich Leist (73 Spiele) der Bundesliga-Rekordspieler von Borussia Neunkirchen.

## Laufbahn
Der aus der Borussen-Jugend gekommene Dieter Schock debütierte am 3. Spieltag der Runde 1960/61, am 28. August 1960 bei einem 2:0-Heimsieg gegen Phönix Ludwigshafen, unter Trainer Alfred Preißler in der Fußball-Oberliga Südwest. Am Rundenende stand für die Mannschaft aus der „Stadt der Kohle und des Eisens“ die Vizemeisterschaft zu Buche und Schock hatte in 14 Ligaspielen einen Treffer erzielt. In seinem zweiten Oberligajahr, 1961/62, errang er an der Seite des Torjägers Rudi Dörrenbächer (37 Tore), Mittelläufer Erich Leist, Rechtsaußen Elmar May, Halbrechts Paul Pidancet, Halblinks Karl Ringel und Linksaußen Günter Kuntz mit 102:29 Toren die Meisterschaft im Südwesten. Der defensivstarke Außenläufer hatte dazu in 26 Ligaspielen mit zwei Treffern seinen Beitrag geleistet. Erstmals nahm er an der Endrunde um die deutsche Meisterschaft teil. Aber ohne Erfolg, mit 0:6 Punkten landete die Mannschaft aus dem Ellenfeldstadion auf dem letzten Gruppenplatz. Nach der erneuten Vizemeisterschaft im letzten Jahr des alten erstklassigen Oberligasystems, 1962/63, konnte er mit der Borussia in der Endrunde 1963 aber diesen schlechten Eindruck aus der Welt schaffen. Mit einem 3:0-Sieg vor 40.000 Zuschauern im Saarbrücker Ludwigspark gegen den Hamburger SV startete Schwarz-Weiß am 25. Mai in die Endrunde. Schock war in allen sechs Endrundenspielen gegen die Rivalen Borussia Dortmund, 1860 München und den Hamburger SV im Einsatz. Mit 6:6 Punkten wurden die Gruppenspiele beendet. Die Oberligaära hatte am 12. Mai 1963 mit dem 4:0-Heimerfolg gegen den BSC Oppau geendet. Dieter Schock hatte dabei als rechter Außenläufer agiert und 26 Einsätze mit einem Treffer in der Runde bestritten.
Durch die Neuformation des Ligensystems mit der Einführung der zentralen Fußball-Bundesliga und deren Unterbau durch die Regionalligen zur Saison 1963/64, wurde Neunkirchen der Regionalliga Südwest zugeordnet und der 1. FC Kaiserslautern und der 1. FC Saarbrücken als Vertreter des Südwestens in die Bundesliga aufgenommen. Im Debütjahr der zweitklassigen Regionalliga gab es einen spannenden Dreikampf an der Tabellenspitze zwischen dem FK Pirmasens, Wormatia Worms und Borussia Neunkirchen. Mit einem beziehungsweise zwei Punkten Vorsprung gegenüber Pirmasens und Worms entschied Neunkirchen mit Trainer Horst Buhtz die Meisterschaft für sich. Das Durchsetzen in der Aufstiegsrunde gegen den Südvize FC Bayern München überraschte dennoch. Mit einer 1:5-Niederlage bei Tasmania 1900 Berlin starteten die Saarländer in die Aufstiegsrunde. Auch die ansonsten stets als Rückhalt geltende Läuferreihe mit Achim Melcher, Erich Leist und Schock konnte den verunglückten Beginn der Aufstiegsspiele nicht verhindern. Erst der 2:0-Auswärtserfolg am 20. Juni im Rückspiel bei Bayern München eröffneten der Buhtz-Truppe wieder Aussichten auf den Einzug in die Bundesliga. Der Bundesligaaufstieg war nach dem 1:0-Heimerfolg gegen Tasmania Berlin durch den Treffer von Elmar May am 28. Juni vor 38.000 Zuschauern geschafft. In allen sechs Partien hatte Schock auf dem Platz gestanden.
Der Start in die Bundesliga hatte es 1964/65 in sich. Für Neunkirchen standen nach den ersten drei Spielen gegen den 1. FC Nürnberg, Borussia Dortmund und Titelverteidiger 1. FC Köln 0:6 Punkte auf der Habenseite. Die Borussen nahmen aber mit dem 3:1-Heimerfolg am 12. September 1964 gegen den Hamburger SV Fahrt auf – insbesondere die Heimbilanz mit 21:9 Punkten entwickelte sich sehr positiv – und konnten am Rundenende mit dem 10. Tabellenplatz den Klassenerhalt feiern. Gemeinsam mit Leist, Hans Schreier, Günter Schröder und May (12 Tore) hatte Schock alle 30 Rundenspiele in der Bundesliga bestritten. Im zweiten Bundesligajahr, 1965/66, konnte Neunkirchen diese Leistung nicht mehr wiederholen. Nur Schock absolvierte alle 34 Rundenspiele, durch Verletzungen und Formschwankungen bedingt, kam sonst keiner der Leistungsträger aus dem Vorjahr an die Konstanz der ersten Bundesligasaison heran. Das konnten auch die Neuzugänge Werner Görts, Gerd Peehs und Jürgen Wingert nicht kompensieren und die Borussen stiegen als Vorletzter aus der Bundesliga ab.
Mit dem neuen Trainer Željko Čajkovski errang Neunkirchen umgehend 1966/67 in der Regionalliga die Meisterschaft, setzte sich auch in der Aufstiegsrunde gegen Arminia Hannover, FC Bayern Hof, Schwarz-Weiß Essen und Hertha BSC durch und kehrte sofort in die Bundesliga zurück. Im zweiten Anlauf war aber bereits nach einer Runde das Kapitel Bundesliga beendet. Wiederum als Vorletzter stieg Neunkirchen 1967/68 in die Regionalliga ab. Dieter Schock hatte 24 Spiele absolviert und sich mit dem Spiel am 20. April 1968 bei Eintracht Braunschweig aus der Bundesliga verabschiedet.
Zwei Runden war er danach noch in der Regionalliga für Neunkirchen aktiv. Nach dem vierten Rang mit Trainer Kurt Sommerlatt in der Saison 1969/70 beendete Schock im Sommer 1970 seine höherklassige Laufbahn. Sein letzter Regionalligaeinsatz datiert vom 15. Februar 1970, als es im Ellenfeld ein 2:2-Remis gegen Saar 05 Saarbrücken gab.